# Europol-Gesetz
Das deutsche Europol-Gesetz (EuropolG) regelt die Zuständigkeiten und innerstaatlichen Befugnisse im Zuge der Errichtung von Europol. Im Zuge der Erweiterung der Befugnisse von Europol wurde das Europol-Gesetz mehrfach angepasst.

## Gliederung
Das Gesetz hat folgende Gliederung:
- Eingangsformel
- § 1 Zuständigkeiten und Aufgaben
- § 2 Gemeinsame Vorschriften für die Informationsverarbeitung im Zusammenhang mit Europol
- § 3 Informationsverarbeitung bei Europol zu Zwecken des Abgleichs und der Analyse
- § 4 Anwendung anderer Vorschriften
- § 5 Datenschutzkontrolle und Haftung
- § 6 Verwaltungsrat
- § 7–10 (aufgehoben)
- Schlussformel
- Anhang Übereinkommen auf Grund von Artikel K.3 des Vertrags über die Europäische Union über die Errichtung eines Europäischen Polizeiamts (Europol-Obereinkommen)

## Inhalt
Das Bundeskriminalamt (BKA) ist gemäß dem Gesetz die nationale Zentralstelle für die europäische polizeiliche Zusammenarbeit. Es erlaubt dem BKA die Teilnahme am Informationsaustausch mit Europol. Des Weiteren sind Protokollpflichten geregelt und die Anwendbarkeit des BKA-Gesetzes. Der Bundesbeauftragte für den Datenschutz und die Informationsfreiheit nimmt die Aufgaben der nationalen Kontrollbehörde wahr. Die Haftung für die fehlerhafte Verarbeitung personenbezogener Daten übernimmt die Bundesrepublik Deutschland, vertreten durch das BKA. Das Bundesministerium des Innern, für Bau und Heimat benennt ein Mitglied und einen Stellvertreter zur Teilnahme an den Sitzungen des Verwaltungsrates. Ein vom Bundesrat benannter Vertreter der Länder kann als Sachverständiger teilnehmen.